# پاپی پتینسون
پاپی پتینسون (انگلیسی: Poppy Pattinson؛ زادهٔ ۳۰ آوریل ۲۰۰۰) بازیکن فوتبال اهل انگلستان است که در پست مدافع چپ برای برایتون اند هوو آلبیون در سوپر لیگ زنان انگلیس بازی می‌کند.
وی همچنین در تیم‌های ملی فوتبال زیر ۱۷ سال زنان انگلستان, ۱۹ سال زنان انگلستان, ۲۱ سال زنان انگلستان، و ۲۳ سال زنان انگلستان بازی کرده است.